# 矢橋

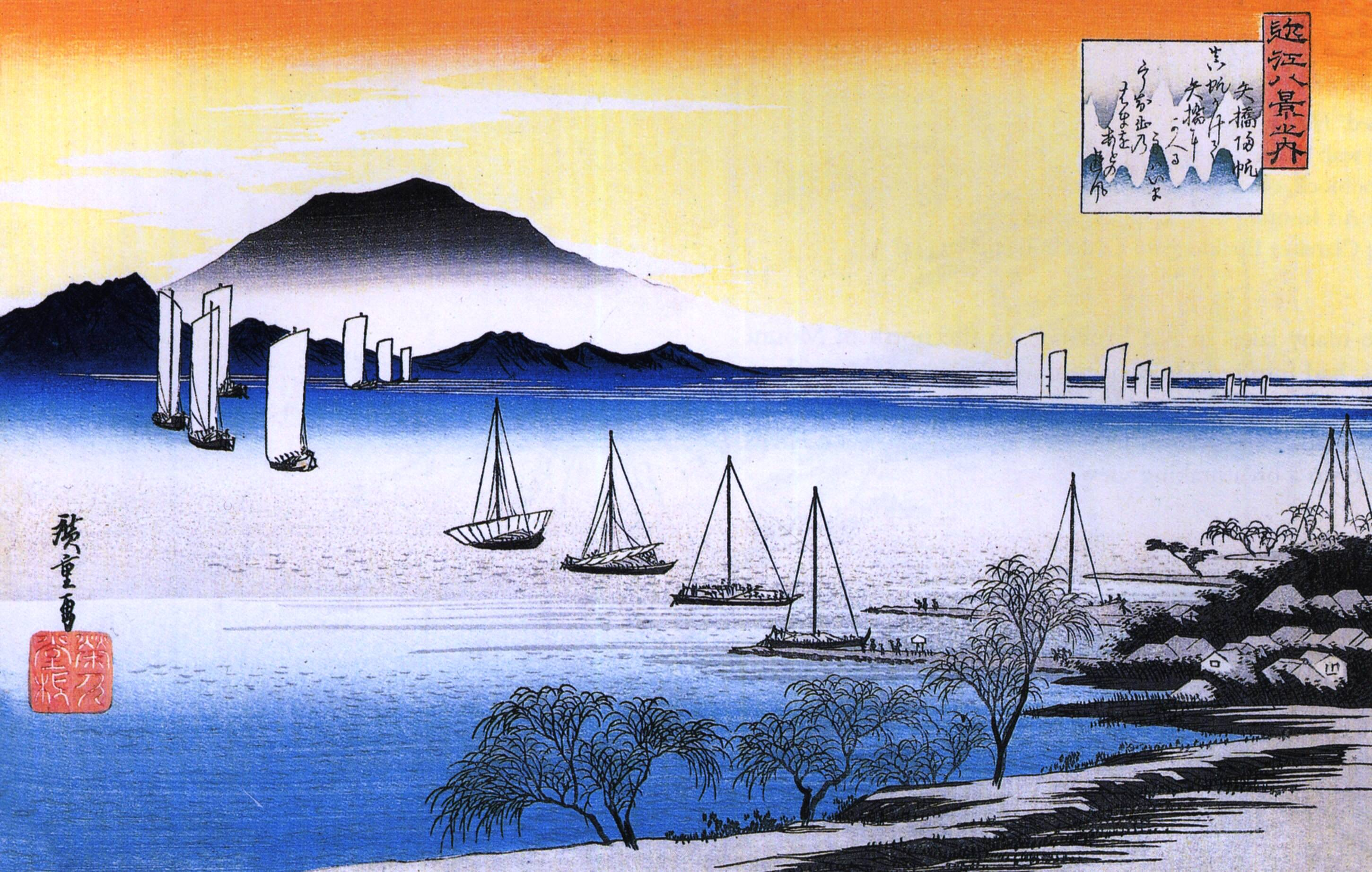
近江八景 矢橋帰帆（歌川広重画）

矢橋（やばせ）は滋賀県草津市の集落地名。矢橋から船に乗り対岸の石場に達すると東海道の近道になることから、古くから琵琶湖岸の港町として栄えた。近江八景の「矢橋帰帆」（瀟湘八景の遠浦帰帆と対応）として有名。現在は矢橋帰帆島が建設され当時の趣はない。また矢橋帰帆島と湖岸との間の水路に赤潮・アオコが発生しやすく問題が指摘されている。

## 地理
滋賀県草津市の伯母川三角州と狼川三角州の間で、南湖（琵琶湖南部）で最も湾入した地域に位置し、港町として栄えた。近世には東海道から矢倉（現草津市矢倉）で分岐する矢橋道の終着点であった。東海道に直結する利便性より、船数や利用客の多さから周辺地域と比べても有力な港であり、航路で大津と草津の間を短縮できた。

## 歴史

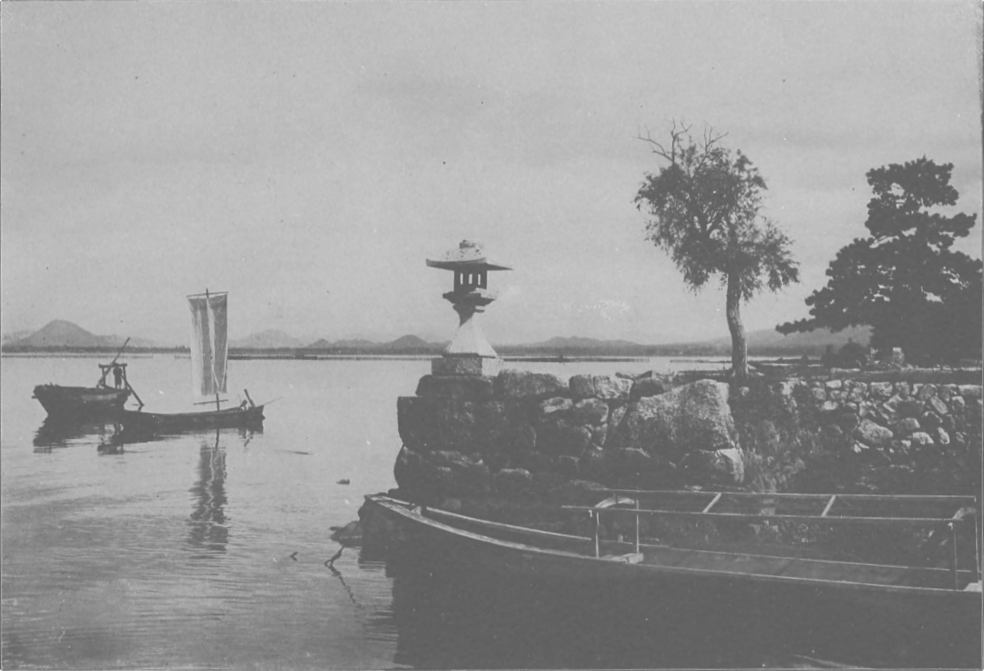
矢橋浦（1910年頃）

矢橋湖底遺跡から縄文土器が出土していることから集落の成立は古い。万葉集に詠まれていることから少なくとも古代には港町の機能を持っていたと思われる。かつては「矢走」「矢馳」「八橋」「箭橋」などとも書かれた。現草津市内には志那・山田・矢橋の三港があったが、矢橋は特に中世に台頭。要港警備の拠点として矢橋氏による矢橋城も築かれた（「城前」という小字も存在する）。近世には「矢橋帰帆」として歌川広重の浮世絵「近江八景」や「伊勢参宮名所図会」（「近江名所図会」にも転載）に描かれるなど、全国的に有名になった。明治時代に入ると琵琶湖交通に蒸気船が登場。さらに鉄道が敷設され物資輸送の主役が陸上交通に移ると矢橋港は衰え、矢橋の町も往時のにぎわいを失った。
昭和時代に入り、琵琶湖沖には琵琶湖総合開発事業で人工島の矢橋帰帆島が建設され下水処理施設やレクリエーション施設が建設された。かつてあった矢橋港は公園になっているが、石積と1846年（弘化3年）に建立された常夜灯が現在も残る。

## 人口
2,373世帯5,832人が居住（令和2年4月末現在）

## 周辺施設
- 矢橋帰帆島
  - 湖南中部浄化センター
  - 矢橋帰帆島公園（プール・テニスコート・子供広場・キャンプ場・ゲートボール場など）
  - 浄水場
  - 滋賀県立水環境科学館
- 淡海医療センター
- 矢橋町立総合グランド
- 鞭崎八幡宮

## 教育機関
- 草津市立老上中学校
- 草津市立老上小学校
- 草津市立老上西小学校
- 草津市立老上こども園
- 草津市立矢橋ふたばこども園

## 文学
- 万葉集

「近江のや 矢橋の小竹を 矢はがずて まことありえむや 恋しきものを」巻7-1350
- 「近江国矢馳の郡司の堂供養の田楽の語」『今昔物語集』巻第二十八第七話
- 能曲『兼平』
- 『矢橋船』 - 上方落語の演目
- ことわざ

もののふの矢橋の船は速かれど急がば廻れ瀬田の長橋（宗長）

## 文化財
- 鞭崎八幡宮 : 表門が重要文化財
- 石津寺 : 本堂が重要文化財
- 矢橋港跡 : 矢橋浜の常夜灯と石積突堤
- 梅川終焉の地 : 近松門左衛門作の人形浄瑠璃『冥途の飛脚』などで知られる遊女梅川が、余生を暮らした場所。

## おもな出身者
- 松田宣浩 - プロ野球選手